# Alpine A521
Az Alpine A521 egy Formula–1-es versenyautó, melyet 2021-ben az Alpine F1 Team versenyeztetett a világbajnokságban. Pilótái a két év kihagyás után visszatérő Fernando Alonso és Esteban Ocon voltak, a csapat tesztpilótája pedig Danyiil Kvjat volt.

## Áttekintés
Az autó jellegzetes, az Alpine francia sportmárka (a Renault márkája) színeit viselte magán, így dominált rajta a kék, némi fehérrel és pirossal. A szaúdi futamon ezt egy kis zöld szín dobta fel, amellyel a Castrol kenőanyaggyártóval való 100. közös utamuk előtt tisztelegtek.
Külsőre a legjellegzetesebb az autón a "búbos kemence" becenéven is ismert felső légbeömlő nyílás, amely a többi csapattal ellentétben alacsonyabban feküdt, szélesebb volt, és a nyílás mérete is nagyobb volt a többiekénél.

## A szezon
A csapat először a téli teszteken gurult pályára az autóval. A téli szünetben Alonso kerékpárbalesetet szenvedett, amiben bár nem sérült meg komolyabban, de minden bizonnyal kihatással volt teljesítményére, ugyanis eleinte nem igazán találta a formáját. Később amikor elkezdett magára találni, Ocon eredményei voltak csapnivalóak. Fordulópont volt a szezonban a magyar nagydíj, amikor egy ideig még Alonso is vezette a futamot, de aztán Ocon volt az, aki megszerezte élete első futamgyőzelmét, a csapat nagyszerű munkájának köszönhetően. Később Alonso is szerzett egy dobogót érő harmadik helyezést Katarban, Ocon pedig a szaúdi futamon a célvonalon vesztette el a harmadik pozíciót. A csapat az ötödik helyen zárta az idényt.

## Eredmények
| Év   | Csapat         | Motor              | Gumik | Pilóták         | Futamok | Futamok    | Futamok    | Futamok       | Futamok | Futamok      | Futamok       | Futamok      | Futamok  | Futamok        | Futamok      | Futamok | Futamok   | Futamok     | Futamok     | Futamok     | Futamok | Futamok | Futamok  | Futamok | Futamok      | Futamok                 | Pontok | Helyezés |
| Év   | Csapat         | Motor              | Gumik | Pilóták         | Bahrein | San Marino | Portugália | Spanyolország | Monaco  | Azerbajdzsán | Franciaország | Stájerország | Ausztria | Nagy-Britannia | Magyarország | Belgium | Hollandia | Olaszország | Oroszország | Törökország | USA     | Mexikó  | Brazília | Katar   | Szaúd-Arábia | Egyesült Arab Emírségek | Pontok | Helyezés |
| ---- | -------------- | ------------------ | ----- | --------------- | ------- | ---------- | ---------- | ------------- | ------- | ------------ | ------------- | ------------ | -------- | -------------- | ------------ | ------- | --------- | ----------- | ----------- | ----------- | ------- | ------- | -------- | ------- | ------------ | ----------------------- | ------ | -------- |
| 2021 | Alpine F1 Team | Renault E-Tech 20B | P     | Fernando Alonso | KI      | 10         | 8          | 17            | 13      | 6            | 8             | 9            | 10       | 7              | 4            | 11      | 6         | 8           | 6           | 16          | KI      | 9       | 9        | 3       | 13           | 8                       | 149    | 5.       |
| 2021 | Alpine F1 Team | Renault E-Tech 20B | P     | Esteban Ocon    | 13      | 9          | 7          | 9             | 9       | KI           | 14            | 14           | KI       | 9              | 1            | 7       | 9         | 10          | 14          | 10          | KI      | 13      | 8        | 5       | 4            | 9                       | 149    | 5.       |

- † – Nem fejezte be a futamot, de rangsorolva lett, mert teljesítette a versenytáv 90%-át.

Félkövérrel jelölve a leggyorsabb kör, dőlt betűvel a pole pozíció.
A belga nagydíjon fél pontokat osztottak.

## Fordítás
- Ez a szócikk részben vagy egészben  az   Alpine A521 című angol Wikipédia-szócikk ezen változatának fordításán alapul.  Az eredeti cikk szerkesztőit annak laptörténete sorolja fel. Ez a jelzés csupán a megfogalmazás eredetét és a szerzői jogokat jelzi, nem szolgál a cikkben szereplő információk forrásmegjelöléseként.